# Zaltana
Zaltana est un prénom féminin.

## Sens et origine du nom
- Prénom féminin amérindien.
- Prénom qui signifie « haute montagne ».

## Prénom de personnes célèbres et fréquence
- Prénom rare et aujourd'hui peu usité aux États-Unis [1].
- Prénom qui n'a jamais été usité en France[2].